# Léo De Lille
 Leo De Lille, né le 9 août 1897 à Maldegem et décédé le 30 mars 1995 à Damme fut un homme politique catholique populiste et nationaliste flamand.
Il fut receveur communal.
Il fut élu sénateur de l'arrondissement de Roulers-Tielt (1939-45).

## Sources
- Bio sur ODIS